# 18611 Baudelaire
18611 Baudelaire è un asteroide della fascia principale. Scoperto nel 1998, presenta un'orbita caratterizzata da un semiasse maggiore pari a 2,4452386 UA e da un'eccentricità di 0,1939183, inclinata di 2,43857° rispetto all'eclittica.